# 1982年のナショナルリーグチャンピオンシップシリーズ
1982年の野球において、メジャーリーグベースボール（MLB）のポストシーズンは10月5日に開幕した。ナショナルリーグの第14回リーグチャンピオンシップシリーズ（14th National League Championship Series、以下「リーグ優勝決定戦」と表記）は、翌6日から10日にかけて計3試合が開催された。その結果、セントルイス・カージナルス（東地区）がアトランタ・ブレーブス（西地区）を3勝0敗で下し、14年ぶり13回目のリーグ優勝およびワールドシリーズ進出を果たした。
この年のレギュラーシーズンでは両球団は12試合対戦し、ブレーブスが7勝5敗と勝ち越していたが、今シリーズはカージナルスが初戦から無傷の3連勝で制した。今シリーズは初戦が5回途中降雨ノーゲーム、第2戦が雨天順延と雨に祟られており、もし10月12日の第5戦までもつれた場合には、同日開幕予定のワールドシリーズ日程に影響が及ぶところだった。シリーズMVPには、全3試合で打撃では打率.556・1打点・OPS 1.603を記録、守備でも捕手として盗塁阻止を2つ記録したカージナルスのダレル・ポーターが選出された。このあとカージナルスは、ワールドシリーズでもアメリカンリーグ王者ミルウォーキー・ブルワーズを4勝3敗で下し、15年ぶり9回目の優勝を成し遂げた。

## 試合結果
1982年のナショナルリーグ優勝決定戦は10月6日に開幕し、途中に雨天順延を挟んで4日間で3試合が行われた。日程・結果は以下の通り。
| 日付                                                        | 試合  | ビジター球団（先攻）       | スコア         | ホーム球団（後攻）         | 開催球場                         | 開催球場                                                            |
| ----------------------------------------------------------- | ----- | -------------------------- | -------------- | -------------------------- | -------------------------------- | ------------------------------------------------------------------- |
| 10月06日（水）                                              | 第1戦 | 降雨ノーゲーム             | 降雨ノーゲーム | 降雨ノーゲーム             | ブッシュ・スタジアム             | ブッシュ・スタジアムアトランタ・フルトン・ · カウンティ・スタジアム |
| 10月07日（木）                                              | 第1戦 | アトランタ・ブレーブス     | 0－7           | セントルイス・カージナルス | ブッシュ・スタジアム             | ブッシュ・スタジアムアトランタ・フルトン・ · カウンティ・スタジアム |
| 10月08日（金）                                              | 第2戦 | 雨天順延                   | 雨天順延       | 雨天順延                   | ブッシュ・スタジアム             | ブッシュ・スタジアムアトランタ・フルトン・ · カウンティ・スタジアム |
| 10月09日（土）                                              | 第2戦 | アトランタ・ブレーブス     | 3－4x          | セントルイス・カージナルス | ブッシュ・スタジアム             | ブッシュ・スタジアムアトランタ・フルトン・ · カウンティ・スタジアム |
| 10月10日（日）                                              | 第3戦 | セントルイス・カージナルス | 6－2           | アトランタ・ブレーブス     | フルトン・カウンティ・スタジアム | ブッシュ・スタジアムアトランタ・フルトン・ · カウンティ・スタジアム |
| 優勝：セントルイス・カージナルス（3勝0敗 / 14年ぶり13度目） |       |                            |                |                            |                                  | ブッシュ・スタジアムアトランタ・フルトン・ · カウンティ・スタジアム |

### 第1戦 10月7日
- ブッシュ・スタジアム（ミズーリ州セントルイス）

|                            | 1 | 2 | 3 | 4 | 5 | 6 | 7 | 8 | 9 | R | H  | E |
| -------------------------- | - | - | - | - | - | - | - | - | - | - | -- | - |
| アトランタ・ブレーブス     | 0 | 0 | 0 | 0 | 0 | 0 | 0 | 0 | 0 | 0 | 3  | 0 |
| セントルイス・カージナルス | 0 | 0 | 1 | 0 | 0 | 5 | 0 | 1 | X | 7 | 13 | 1 |

1. 勝利：ボブ・フォーシュ（1勝）
2. 敗戦：パスカル・ペレス（1敗）
3. 審判
［球審］ビル・ウィリアムズ
［塁審］一塁: ボブ・エンゲル、二塁: ハリー・ウェンデルステット、三塁: ブルース・フローミング
［外審］左翼: ダッチ・レナート、右翼: ポール・ランギー
4. 試合開始時刻: 中部夏時間（UTC-5）午後7時29分  試合時間: 2時間25分  観客: 5万3008人
詳細: Baseball-Reference.com

| アトランタ・ブレーブス | アトランタ・ブレーブス | アトランタ・ブレーブス | アトランタ・ブレーブス | アトランタ・ブレーブス                                                                                             | セントルイス・カージナルス | セントルイス・カージナルス | セントルイス・カージナルス | セントルイス・カージナルス | セントルイス・カージナルス                                                                                      |
| ---------------------- | ---------------------- | ---------------------- | ---------------------- | --- | -------------------------- | -------------------------- | -------------------------- | -------------------------- | --- |
| 打順                   | 守備                   | 選手                   | 打席                   | P・ペレスB・ベネディクトC・チャン · ブリスG・ハバードB・ホーナーR・ラミレスJ・ロイスターD・マーフィーC・ワシントン | 打順                       | 守備                       | 選手                       | 打席                       | B・フォーシュD・ポーターK・ヘルナン · デスT・ハーK・オバーク · フェルO・スミスL・スミスW・マギーG・ヘンドリック |
| 1                      | 右                     | C・ワシントン          | 左                     | P・ペレスB・ベネディクトC・チャン · ブリスG・ハバードB・ホーナーR・ラミレスJ・ロイスターD・マーフィーC・ワシントン | 1                          | 二                         | T・ハー                    | 両                         | B・フォーシュD・ポーターK・ヘルナン · デスT・ハーK・オバーク · フェルO・スミスL・スミスW・マギーG・ヘンドリック |
| 2                      | 遊                     | R・ラミレス            | 右                     | P・ペレスB・ベネディクトC・チャン · ブリスG・ハバードB・ホーナーR・ラミレスJ・ロイスターD・マーフィーC・ワシントン | 2                          | 三                         | K・オバークフェル          | 左                         | B・フォーシュD・ポーターK・ヘルナン · デスT・ハーK・オバーク · フェルO・スミスL・スミスW・マギーG・ヘンドリック |
| 3                      | 中                     | D・マーフィー          | 右                     | P・ペレスB・ベネディクトC・チャン · ブリスG・ハバードB・ホーナーR・ラミレスJ・ロイスターD・マーフィーC・ワシントン | 3                          | 左                         | L・スミス                  | 右                         | B・フォーシュD・ポーターK・ヘルナン · デスT・ハーK・オバーク · フェルO・スミスL・スミスW・マギーG・ヘンドリック |
| 4                      | 一                     | C・チャンブリス        | 左                     | P・ペレスB・ベネディクトC・チャン · ブリスG・ハバードB・ホーナーR・ラミレスJ・ロイスターD・マーフィーC・ワシントン | 4                          | 一                         | K・ヘルナンデス            | 左                         | B・フォーシュD・ポーターK・ヘルナン · デスT・ハーK・オバーク · フェルO・スミスL・スミスW・マギーG・ヘンドリック |
| 5                      | 三                     | B・ホーナー            | 右                     | P・ペレスB・ベネディクトC・チャン · ブリスG・ハバードB・ホーナーR・ラミレスJ・ロイスターD・マーフィーC・ワシントン | 5                          | 右                         | G・ヘンドリック            | 右                         | B・フォーシュD・ポーターK・ヘルナン · デスT・ハーK・オバーク · フェルO・スミスL・スミスW・マギーG・ヘンドリック |
| 6                      | 左                     | J・ロイスター          | 右                     | P・ペレスB・ベネディクトC・チャン · ブリスG・ハバードB・ホーナーR・ラミレスJ・ロイスターD・マーフィーC・ワシントン | 6                          | 捕                         | D・ポーター                | 左                         | B・フォーシュD・ポーターK・ヘルナン · デスT・ハーK・オバーク · フェルO・スミスL・スミスW・マギーG・ヘンドリック |
| 7                      | 二                     | G・ハバード            | 右                     | P・ペレスB・ベネディクトC・チャン · ブリスG・ハバードB・ホーナーR・ラミレスJ・ロイスターD・マーフィーC・ワシントン | 7                          | 中                         | W・マギー                  | 両                         | B・フォーシュD・ポーターK・ヘルナン · デスT・ハーK・オバーク · フェルO・スミスL・スミスW・マギーG・ヘンドリック |
| 8                      | 捕                     | B・ベネディクト        | 右                     | P・ペレスB・ベネディクトC・チャン · ブリスG・ハバードB・ホーナーR・ラミレスJ・ロイスターD・マーフィーC・ワシントン | 8                          | 遊                         | O・スミス                  | 両                         | B・フォーシュD・ポーターK・ヘルナン · デスT・ハーK・オバーク · フェルO・スミスL・スミスW・マギーG・ヘンドリック |
| 9                      | 投                     | P・ペレス              | 右                     | P・ペレスB・ベネディクトC・チャン · ブリスG・ハバードB・ホーナーR・ラミレスJ・ロイスターD・マーフィーC・ワシントン | 9                          | 投                         | B・フォーシュ              | 右                         | B・フォーシュD・ポーターK・ヘルナン · デスT・ハーK・オバーク · フェルO・スミスL・スミスW・マギーG・ヘンドリック |
| 先発投手               | 先発投手               | 先発投手               | 投球                   | P・ペレスB・ベネディクトC・チャン · ブリスG・ハバードB・ホーナーR・ラミレスJ・ロイスターD・マーフィーC・ワシントン | 先発投手                   | 先発投手                   | 先発投手                   | 投球                       | B・フォーシュD・ポーターK・ヘルナン · デスT・ハーK・オバーク · フェルO・スミスL・スミスW・マギーG・ヘンドリック |
| P・ペレス              | P・ペレス              | P・ペレス              | 右                     | P・ペレスB・ベネディクトC・チャン · ブリスG・ハバードB・ホーナーR・ラミレスJ・ロイスターD・マーフィーC・ワシントン | B・フォーシュ              | B・フォーシュ              | B・フォーシュ              | 右                         | B・フォーシュD・ポーターK・ヘルナン · デスT・ハーK・オバーク · フェルO・スミスL・スミスW・マギーG・ヘンドリック |

### 第2戦 10月9日
- ブッシュ・スタジアム（ミズーリ州セントルイス）

|                            | 1 | 2 | 3 | 4 | 5 | 6 | 7 | 8 | 9  | R | H | E |
| -------------------------- | - | - | - | - | - | - | - | - | -- | - | - | - |
| アトランタ・ブレーブス     | 0 | 0 | 2 | 0 | 1 | 0 | 0 | 0 | 0  | 3 | 6 | 0 |
| セントルイス・カージナルス | 1 | 0 | 0 | 0 | 0 | 1 | 0 | 1 | 1x | 4 | 9 | 1 |

1. 勝利：ブルース・スーター（1勝）
2. 敗戦：ジーン・ガーバー（1敗）
3. 審判
［球審］ボブ・エンゲル
［塁審］一塁: ハリー・ウェンデルステット、二塁: ブルース・フローミング、三塁: ダッチ・レナート
［外審］左翼: ポール・ランギー、右翼: ビル・ウィリアムズ
4. 試合開始時刻: 中部夏時間（UTC-5）午後7時24分  試合時間: 2時間46分  観客: 5万3408人
詳細: Baseball-Reference.com

| アトランタ・ブレーブス | アトランタ・ブレーブス | アトランタ・ブレーブス | アトランタ・ブレーブス | アトランタ・ブレーブス                                                                                               | セントルイス・カージナルス | セントルイス・カージナルス | セントルイス・カージナルス | セントルイス・カージナルス | セントルイス・カージナルス                                                                                        |
| ---------------------- | ---------------------- | ---------------------- | ---------------------- | --- | -------------------------- | -------------------------- | -------------------------- | -------------------------- | --- |
| 打順                   | 守備                   | 選手                   | 打席                   | P・ニークロB・ベネディクトC・チャン · ブリスG・ハバードB・ホーナーR・ラミレスJ・ロイスターD・マーフィーC・ワシントン | 打順                       | 守備                       | 選手                       | 打席                       | J・ステューパーD・ポーターK・ヘルナン · デスT・ハーK・オバーク · フェルO・スミスL・スミスW・マギーG・ヘンドリック |
| 1                      | 右                     | C・ワシントン          | 左                     | P・ニークロB・ベネディクトC・チャン · ブリスG・ハバードB・ホーナーR・ラミレスJ・ロイスターD・マーフィーC・ワシントン | 1                          | 二                         | T・ハー                    | 両                         | J・ステューパーD・ポーターK・ヘルナン · デスT・ハーK・オバーク · フェルO・スミスL・スミスW・マギーG・ヘンドリック |
| 2                      | 遊                     | R・ラミレス            | 右                     | P・ニークロB・ベネディクトC・チャン · ブリスG・ハバードB・ホーナーR・ラミレスJ・ロイスターD・マーフィーC・ワシントン | 2                          | 三                         | K・オバークフェル          | 左                         | J・ステューパーD・ポーターK・ヘルナン · デスT・ハーK・オバーク · フェルO・スミスL・スミスW・マギーG・ヘンドリック |
| 3                      | 中                     | D・マーフィー          | 右                     | P・ニークロB・ベネディクトC・チャン · ブリスG・ハバードB・ホーナーR・ラミレスJ・ロイスターD・マーフィーC・ワシントン | 3                          | 左                         | L・スミス                  | 右                         | J・ステューパーD・ポーターK・ヘルナン · デスT・ハーK・オバーク · フェルO・スミスL・スミスW・マギーG・ヘンドリック |
| 4                      | 一                     | C・チャンブリス        | 左                     | P・ニークロB・ベネディクトC・チャン · ブリスG・ハバードB・ホーナーR・ラミレスJ・ロイスターD・マーフィーC・ワシントン | 4                          | 一                         | K・ヘルナンデス            | 左                         | J・ステューパーD・ポーターK・ヘルナン · デスT・ハーK・オバーク · フェルO・スミスL・スミスW・マギーG・ヘンドリック |
| 5                      | 三                     | B・ホーナー            | 右                     | P・ニークロB・ベネディクトC・チャン · ブリスG・ハバードB・ホーナーR・ラミレスJ・ロイスターD・マーフィーC・ワシントン | 5                          | 捕                         | D・ポーター                | 左                         | J・ステューパーD・ポーターK・ヘルナン · デスT・ハーK・オバーク · フェルO・スミスL・スミスW・マギーG・ヘンドリック |
| 6                      | 左                     | J・ロイスター          | 右                     | P・ニークロB・ベネディクトC・チャン · ブリスG・ハバードB・ホーナーR・ラミレスJ・ロイスターD・マーフィーC・ワシントン | 6                          | 右                         | G・ヘンドリック            | 右                         | J・ステューパーD・ポーターK・ヘルナン · デスT・ハーK・オバーク · フェルO・スミスL・スミスW・マギーG・ヘンドリック |
| 7                      | 二                     | G・ハバード            | 右                     | P・ニークロB・ベネディクトC・チャン · ブリスG・ハバードB・ホーナーR・ラミレスJ・ロイスターD・マーフィーC・ワシントン | 7                          | 中                         | W・マギー                  | 両                         | J・ステューパーD・ポーターK・ヘルナン · デスT・ハーK・オバーク · フェルO・スミスL・スミスW・マギーG・ヘンドリック |
| 8                      | 捕                     | B・ベネディクト        | 右                     | P・ニークロB・ベネディクトC・チャン · ブリスG・ハバードB・ホーナーR・ラミレスJ・ロイスターD・マーフィーC・ワシントン | 8                          | 遊                         | O・スミス                  | 両                         | J・ステューパーD・ポーターK・ヘルナン · デスT・ハーK・オバーク · フェルO・スミスL・スミスW・マギーG・ヘンドリック |
| 9                      | 投                     | P・ニークロ            | 右                     | P・ニークロB・ベネディクトC・チャン · ブリスG・ハバードB・ホーナーR・ラミレスJ・ロイスターD・マーフィーC・ワシントン | 9                          | 投                         | J・ステューパー            | 右                         | J・ステューパーD・ポーターK・ヘルナン · デスT・ハーK・オバーク · フェルO・スミスL・スミスW・マギーG・ヘンドリック |
| 先発投手               | 先発投手               | 先発投手               | 投球                   | P・ニークロB・ベネディクトC・チャン · ブリスG・ハバードB・ホーナーR・ラミレスJ・ロイスターD・マーフィーC・ワシントン | 先発投手                   | 先発投手                   | 先発投手                   | 投球                       | J・ステューパーD・ポーターK・ヘルナン · デスT・ハーK・オバーク · フェルO・スミスL・スミスW・マギーG・ヘンドリック |
| P・ニークロ            | P・ニークロ            | P・ニークロ            | 右                     | P・ニークロB・ベネディクトC・チャン · ブリスG・ハバードB・ホーナーR・ラミレスJ・ロイスターD・マーフィーC・ワシントン | J・ステューパー            | J・ステューパー            | J・ステューパー            | 右                         | J・ステューパーD・ポーターK・ヘルナン · デスT・ハーK・オバーク · フェルO・スミスL・スミスW・マギーG・ヘンドリック |

### 第3戦 10月10日
- アトランタ・フルトン・カウンティ・スタジアム（ジョージア州アトランタ）

|                            | 1 | 2 | 3 | 4 | 5 | 6 | 7 | 8 | 9 | R | H  | E |
| -------------------------- | - | - | - | - | - | - | - | - | - | - | -- | - |
| セントルイス・カージナルス | 0 | 4 | 0 | 0 | 1 | 0 | 0 | 0 | 1 | 6 | 12 | 0 |
| アトランタ・ブレーブス     | 0 | 0 | 0 | 0 | 0 | 0 | 2 | 0 | 0 | 2 | 6  | 1 |

1. 勝利：ウォーキーン・アンドゥハー（1勝）
2. セーブ：ブルース・スーター（1勝1S）
3. 敗戦：リック・キャンプ（1敗）
4. 本塁打
STL：ウィリー・マギー1号ソロ
5. 審判
［球審］ハリー・ウェンデルステット
［塁審］一塁: ブルース・フローミング、二塁: ダッチ・レナート、三塁: ポール・ランギー
［外審］左翼: ビル・ウィリアムズ、右翼: ボブ・エンゲル
6. 試合開始時刻: 東部夏時間（UTC-4）午後8時26分  試合時間: 2時間51分  観客: 5万2173人
詳細: Baseball-Reference.com

| セントルイス・カージナルス | セントルイス・カージナルス | セントルイス・カージナルス | セントルイス・カージナルス | セントルイス・カージナルス                                                                                        | アトランタ・ブレーブス | アトランタ・ブレーブス | アトランタ・ブレーブス | アトランタ・ブレーブス | アトランタ・ブレーブス                                                                                               |
| -------------------------- | -------------------------- | -------------------------- | -------------------------- | --- | ---------------------- | ---------------------- | ---------------------- | ---------------------- | --- |
| 打順                       | 守備                       | 選手                       | 打席                       | J・アンドゥハーD・ポーターK・ヘルナン · デスT・ハーK・オバーク · フェルO・スミスL・スミスW・マギーG・ヘンドリック | 打順                   | 守備                   | 選手                   | 打席                   | R・キャンプB・ベネディクトC・チャン · ブリスG・ハバードB・ホーナーR・ラミレスJ・ロイスターD・マーフィーC・ワシントン |
| 1                          | 二                         | T・ハー                    | 両                         | J・アンドゥハーD・ポーターK・ヘルナン · デスT・ハーK・オバーク · フェルO・スミスL・スミスW・マギーG・ヘンドリック | 1                      | 遊                     | R・ラミレス            | 右                     | R・キャンプB・ベネディクトC・チャン · ブリスG・ハバードB・ホーナーR・ラミレスJ・ロイスターD・マーフィーC・ワシントン |
| 2                          | 三                         | K・オバークフェル          | 左                         | J・アンドゥハーD・ポーターK・ヘルナン · デスT・ハーK・オバーク · フェルO・スミスL・スミスW・マギーG・ヘンドリック | 2                      | 左                     | J・ロイスター          | 右                     | R・キャンプB・ベネディクトC・チャン · ブリスG・ハバードB・ホーナーR・ラミレスJ・ロイスターD・マーフィーC・ワシントン |
| 3                          | 左                         | L・スミス                  | 右                         | J・アンドゥハーD・ポーターK・ヘルナン · デスT・ハーK・オバーク · フェルO・スミスL・スミスW・マギーG・ヘンドリック | 3                      | 右                     | C・ワシントン          | 左                     | R・キャンプB・ベネディクトC・チャン · ブリスG・ハバードB・ホーナーR・ラミレスJ・ロイスターD・マーフィーC・ワシントン |
| 4                          | 一                         | K・ヘルナンデス            | 左                         | J・アンドゥハーD・ポーターK・ヘルナン · デスT・ハーK・オバーク · フェルO・スミスL・スミスW・マギーG・ヘンドリック | 4                      | 三                     | B・ホーナー            | 右                     | R・キャンプB・ベネディクトC・チャン · ブリスG・ハバードB・ホーナーR・ラミレスJ・ロイスターD・マーフィーC・ワシントン |
| 5                          | 捕                         | D・ポーター                | 左                         | J・アンドゥハーD・ポーターK・ヘルナン · デスT・ハーK・オバーク · フェルO・スミスL・スミスW・マギーG・ヘンドリック | 5                      | 一                     | C・チャンブリス        | 左                     | R・キャンプB・ベネディクトC・チャン · ブリスG・ハバードB・ホーナーR・ラミレスJ・ロイスターD・マーフィーC・ワシントン |
| 6                          | 右                         | G・ヘンドリック            | 右                         | J・アンドゥハーD・ポーターK・ヘルナン · デスT・ハーK・オバーク · フェルO・スミスL・スミスW・マギーG・ヘンドリック | 6                      | 中                     | D・マーフィー          | 右                     | R・キャンプB・ベネディクトC・チャン · ブリスG・ハバードB・ホーナーR・ラミレスJ・ロイスターD・マーフィーC・ワシントン |
| 7                          | 中                         | W・マギー                  | 両                         | J・アンドゥハーD・ポーターK・ヘルナン · デスT・ハーK・オバーク · フェルO・スミスL・スミスW・マギーG・ヘンドリック | 7                      | 二                     | G・ハバード            | 右                     | R・キャンプB・ベネディクトC・チャン · ブリスG・ハバードB・ホーナーR・ラミレスJ・ロイスターD・マーフィーC・ワシントン |
| 8                          | 遊                         | O・スミス                  | 両                         | J・アンドゥハーD・ポーターK・ヘルナン · デスT・ハーK・オバーク · フェルO・スミスL・スミスW・マギーG・ヘンドリック | 8                      | 捕                     | B・ベネディクト        | 右                     | R・キャンプB・ベネディクトC・チャン · ブリスG・ハバードB・ホーナーR・ラミレスJ・ロイスターD・マーフィーC・ワシントン |
| 9                          | 投                         | J・アンドゥハー            | 両                         | J・アンドゥハーD・ポーターK・ヘルナン · デスT・ハーK・オバーク · フェルO・スミスL・スミスW・マギーG・ヘンドリック | 9                      | 投                     | R・キャンプ            | 右                     | R・キャンプB・ベネディクトC・チャン · ブリスG・ハバードB・ホーナーR・ラミレスJ・ロイスターD・マーフィーC・ワシントン |
| 先発投手                   | 先発投手                   | 先発投手                   | 投球                       | J・アンドゥハーD・ポーターK・ヘルナン · デスT・ハーK・オバーク · フェルO・スミスL・スミスW・マギーG・ヘンドリック | 先発投手               | 先発投手               | 先発投手               | 投球                   | R・キャンプB・ベネディクトC・チャン · ブリスG・ハバードB・ホーナーR・ラミレスJ・ロイスターD・マーフィーC・ワシントン |
| J・アンドゥハー            | J・アンドゥハー            | J・アンドゥハー            | 右                         | J・アンドゥハーD・ポーターK・ヘルナン · デスT・ハーK・オバーク · フェルO・スミスL・スミスW・マギーG・ヘンドリック | R・キャンプ            | R・キャンプ            | R・キャンプ            | 右                     | R・キャンプB・ベネディクトC・チャン · ブリスG・ハバードB・ホーナーR・ラミレスJ・ロイスターD・マーフィーC・ワシントン |